# Não-resposta
Em estatística, não-resposta é um conceito associado a toda e qualquer falha na obtenção de respostas (observações) sobre os elementos seleccionados e designados para pertencerem à amostra.
Qualquer estudo feito por Estudo por amostragem está sujeito a vários erros. Os erros provenientes do próprio mecanismo de aleatorização utilizado, ditos erros de amostragem, são os únicos conhecidos à partida e sem remédio possível. Os erros provenientes de não-repostas estão incluídos na categoria dos erros provenientes da não-observação que, obviamente, não dependem directamente do tipo de amostragem.
O principal efeito das não-respostas consiste no enviesamento das estimativas.

## Tipos
Existem dois tipos de não-resposta:
- Não-Resposta Parcial - consiste no caso em que a matriz-amostral está incompleta, porque os campos referentes a algumas das variáveis, para alguns dos elementos da amostra, não estão preenchidos.
- Não-Resposta Global - consiste na situação em que se está perante uma matriz-amostra de dimensão {\displaystyle n_{r}*q}, onde {\displaystyle n_{r}} é o número de elementos da amostra para os quais foi observado pelo menos uma das q variáveis. Existindo assim {\displaystyle n-n_{r}} Não-Respostas Globais.

## Causas e prevenções

### Entidade ausente
Por entidade ausente entende-se a unidade de amostragem, que pode ser uma ou um conjunto de famílias, empresas ou apenas indivíduos, que não se encontram no local de amostragem. Factores que poderão levar a uma entidade ausente:
- O momento da entrevista;
- O local da entrevista;
- Condições sócio-profissional do respondente.

### Entidade não encontrada
Nesta categoria englobam-se todas as entidades que, ao serem contactadas, não se encontram no local de amostragem. Factores que poderão levar a uma entidade não encontrada:
- Universo de amostragem mal definido;
- Entidade inacessível.

### Recusa a responder
Nesta categoria encontram-se os casos em que um indivíduo ou grupo de entidades se recusa a responder um questionário, ou apenas a um conjunto de questões. Este grupo representa um efeito negativo nas estimativas que persistirá independentemente da quantidade de esforços para reinquirir. Factores que poderão levar a uma recusa a responder:
- Características sócio-demográficas;
- Características do entrevistador e da entrevista;
- Questões sensíveis;
- Localização temporal e espacial da entrevista;
- Natureza da sondagem.

### Incapacidade para responder
Na categoria de entidades que demonstram incapacidade para responder encontram-se não só entidades com habilitações inadequadas, barreira linguística ou analfabetismo, mas também factores como a doenças físicas ou mentais que impedem o respondente de colaborar durante o período da sondagem.

### Questionários perdidos
Na categoria de questionários perdidos inclui-se a informação que foi perdida depois de ter sido realizado o trabalho de campo. Factores que poderão levar a questionários perdidos:
- Extravio (e.g. pelo correio);
- Destruição dos questionários;
- Não chegaram ao respondente;
- Questionários inutilizáveis devido à baixa qualidade;
- Falsificação da informação;
- Inquirição de elementos errados da amostra.

## Controlo das não-respostas no planeamento
Tendo-se consciência que, em determinados estudos, a existência de não-respostas é inevitável, o planeamento do estudo é de extrema importância. Dos vários pontos a considerar, destaca-se:
- Qualificação e supervisão dos inquiridores;
- Qualidade da entrevista;
- Garantias de anonimato;
- Motivar o respondente a cooperar;
- Iniciar o questionário com questões interessantes e pouco controversas;
- Pré-marcação das entrevistas.

Bem como através da utilização dos seguintes métodos.

### Novas tentativas de entrevista
Os métodos de novas tentativas de entrevista consiste em delinear tentativas deliberadas para obter as respostas. Esta é a forma mais comum e, talvez, a melhor sucedida na redução das taxas de não-respostas.
Destes métodos destaca-se o Método de Bartholomew, que utiliza as novas tentativas de entrevista, sob uma perspectiva determinística, relacionando-o com a subamostragem de não-respostas.